# フィコシアノビリン:フェレドキシンオキシドレダクターゼ
フィコシアノビリン:フェレドキシンオキシドレダクターゼ（phycocyanobilin:ferredoxin oxidoreductase）は、ポルフィリンおよびクロロフィル代謝酵素の一つで、次の化学反応を触媒する酸化還元酵素である。
(3Z)-フィコシアノビリン + 酸化型フェレドキシン {\displaystyle \rightleftharpoons } ビリベルジンIXα + 還元型フェレドキシン
反応式の通り、この酵素の基質は(3Z)-フィコシアノビリンと酸化型フェレドキシン、生成物はビリベルジンIXαと還元型フェレドキシンである。
組織名は(3Z)-phycocyanobilin:ferredoxin oxidoreductaseである。